# Gàidhealtachd

Distribuzione geografica delle persone parlanti Gaelico in Scozia nel 2011.
Le Orcadi e le Shetland non sono incluse nella cartina.

Con il termine Gàidhealtachd, in italiano: Gaelicità,, talvolta anche A' Ghàidhealtachd (in inglese: the Gàidhealtachd/the Highlands), di solito ci si riferisce alle Highlands scozzesi e alle isole circostanti, e specialmente alla cultura di lingua gaelica scozzese della regione. 
Ciò contrasta con la lingua irlandese, dove Gaeltacht (a sua volta un prestito linguistico dal gaelico scozzese) designa un'area in cui si parla gaelico. Il termine viene anche usato con riferimento alle zone della Nuova Scozia, in Canada, dove si parla gaelico.
Il termine Gàidhealtachd non è però del tutto coincidente con Highlands, poiché ha un significato culturale piuttosto che geografico. Inoltre, in molte parti delle Highlands non si parla quasi più il gaelico, ed in altre, come Caithness, Cromarty, Grantown-on-Spey, Campbeltown, è tradizione parlare localmente lo Scots, cioè una lingua che deriva da quella delle genti anglosassoni che si erano stabilite in Scozia nel medioevo, e quindi molto simile all'inglese.
Viceversa, parecchie comunità parlanti gaelico si trovano al di fuori delle council areas («province autonome scozzesi») di Highland, Argyll e Bute e Ebridi esterne: per esempio nell'isola di Arran e in parti della provincia di Perth e Kinross. Per questo motivo, la Gàidhealtachd tende sempre più ad indicare le regioni della Scozia e della Nuova Scozia dove il gaelico di Scozia è la lingua madre della maggioranza o di una parte della popolazione.
Il termine Galldachd (gall-icità, dove gall si riferisce a non-gaelico; la parola è connessa a Gallia) viene spesso usato per le Lowlands, ma va osservato che anche le isole Ebridi sono note come le Innse Gall per via della presenza storica dei Norvegesi.

## Storia
Si ritiene che in passato la Gàidhealtachd includesse gran parte della Scozia di oggi, oltre il confine a sud-est e le isole Ebridi, come risulta dalla prevalenza di luoghi con nomi di origine gaelica da un capo all'altro della Scozia, oltre che dai resoconti dei contemporanei. Questi luoghi comprendono Dundee dal gaelico Dùn Deagh, Inverness da Inbhir Nis, Stirling da Sruighlea, Argyll da Earra-Ghàidheal e Galloway da Gall-Ghaidhealaibh. Tra coloro che parlavano il Gaelico e provenivano dalle terre che oggi sono chiamate le Lowlands vi sono l'umanista George Buchanan, originario dello Stirlingshire, Robert the Bruce e Margaret McMurray del Galloway e dell'Ayrshire.
Per ragioni storiche, inclusa l'influenza della corte reale di Edimburgo che parlava lo Scots e lo stabilirsi di città a vocazione mercantile in gran parte del sud e dell'est del paese, la Gàidhealtachd si è drasticamente ridotta all'area attuale, comprendente le isole Occidentali, il nord-ovest (le Highlands), l'isola di Skye, Lochalsh e la regione di Argyll e Bute; vi sono infine piccoli gruppi di persone parlanti il gaelico nelle città di Glasgow e di Edimburgo, in quanto iconici centri culturali scozzesi. 

## La Gàidhealtachd Canadese
La lingua e la cultura gaelica sono sopravvissute anche tra le comunità discendenti dagli immigrati scozzesi in alcune zone della Nuova Scozia (specialmente l'isola di Cape Breton), dell'Isola del Principe Edoardo e di Terranova, nel Canada orientale: queste aree in cui viene tuttora parlato il gaelico possono a pieno titolo essere definite Gàidhealtachdan.